# قتيبة قاديش
قتيبة علي قاديش من مواليد بلدة الشيفونية في الغوطة الشرقية وهو سياسي سوري يشغل منصب مدير إدارة الاتصال والمراسم في وزارة الخارجية والمغتربين السورية 

## السيرة المهنية
وينحدر قاديش، المعروف باسم "أبو علي الزبير"، من بلدة الشيفونية في الغوطة الشرقية.
ووفقًا لما ذكره نشطاء من المنطقة، فقد كان سابقًا يعمل ضمن جهاز الأمن في جبهة النصرة، التي أصبحت تُعرف لاحقًا باسم هيئة تحرير الشام وفي 28 مايو 2025، تم تعيين قتيبة علي قاديش كمدير لإدارة الاتصال والمراسم في وزارة الخارجية والمغتربين السورية ضمن هيكل تنظيمي جديد ضم نحو 19 مسؤولًا إداريًا وفنيًا وهو قرار موثّق ضمن الوثائق الرسمية للوزارة 

### النشاطات والمؤتمرات الدبلوماسية
شارك قاديش في استقبال وتنسيق عدة زيارات رسمية ومناسبات دبلوماسية
- في ديسمبر 2024، مثل إدارة المراسم السورية إلى جانب وزير الخارجية السوري خلال لقاء رسمي مع وزير دولة الاتصال والشؤون السياسية الليبي وليد اللافي، ضمن إطار دعم الاستقرار في سوريا ومناقشة ملفات سياسية مهمة [4]

- في مايو 2025، التقى بالقائم بأعمال السفارة اليمنية في دمشق، محمد بعكر، حيث نوقشت سبل تعزيز العلاقات الثنائية والتعاون الدبلوماسي بين سوريا واليمن [5]